# Louisville Blades
Die Louisville Blades waren ein US-amerikanisches Eishockeyfranchise der International Hockey League in Louisville, Kentucky. Die Spielstätte der Blades waren die Louisville Gardens. 

## Geschichte
Die Louisville Blades wurden 1948 als Franchise der International Hockey League gegründet. Obwohl die Mannschaft in ihrer ersten Spielzeit den ersten Platz der South-Division erreichte, wechselte sie vor der Saison 1948/49 in die United States Hockey League, in der sie den sechsten Platz belegte, ehe das Franchise nach nur zwei Jahren bereits wieder aufgelöst wurde. Die Blades waren das erste IHL-Team aus Louisville. Anschließend spielten noch die Louisville Shooting Stars (1953/54) und die Louisville Rebels (1957–1960) in der Stadt.

## Saisonstatistik (IHL)
Abkürzungen: GP = Spiele, W = Siege, L = Niederlagen, T = Unentschieden, OTL = Niederlagen nach Overtime SOL = Niederlagen nach Shootout, Pts = Punkte, GF = Erzielte Tore, GA = Gegentore, PIM = Strafminuten
| Saison  | GP | W  | L | T | OTL | SOL | Pts | GF  | GA  | Platz     | Playoffs |
| 1948/49 | 32 | 21 | 5 | 6 | —   | —   | 48  | 192 | 127 | 1., South |          |

## Team-Rekorde (IHL)

### Karriererekorde
Spiele: 32  Herve Parent
Tore: 31  Jim Cunningham
Assists: 32  Herve Parent
Punkte: 54  Jim Cunningham
Strafminuten: 102  Len Wharton